# Bayraktar Kızılelma
Die Baykar Bayraktar Kızılelma (türkisch Bayraktar Kızılelma ‚roter Apfel‘) ist ein in Entwicklung befindliches, unbemanntes Kampfflugzeug des türkischen Herstellers Baykar mit einem Turbinen-Strahltriebwerk und damit die erste türkische Drohne mit Düsenantrieb. Das Triebwerk stammt von der ukrainischen Firma Iwtschenko Progress. Die Bayraktar Kızılelma soll rund 6000 kg wiegen und eine Nutzlast von 1500 kg tragen können. Sie soll ausschließlich türkische Luft-Boden- und Luft-Luft-Raketen verschießen. Die Baykar Bayraktar Kızılelma soll unter anderem von der Türkischen Marine betrieben werden und wird voraussichtlich zusammen mit der Bayraktar TB3 vom türkischen Hubschrauberträger- und Drohnenträger Anadolu aus operieren.

## Meilensteine

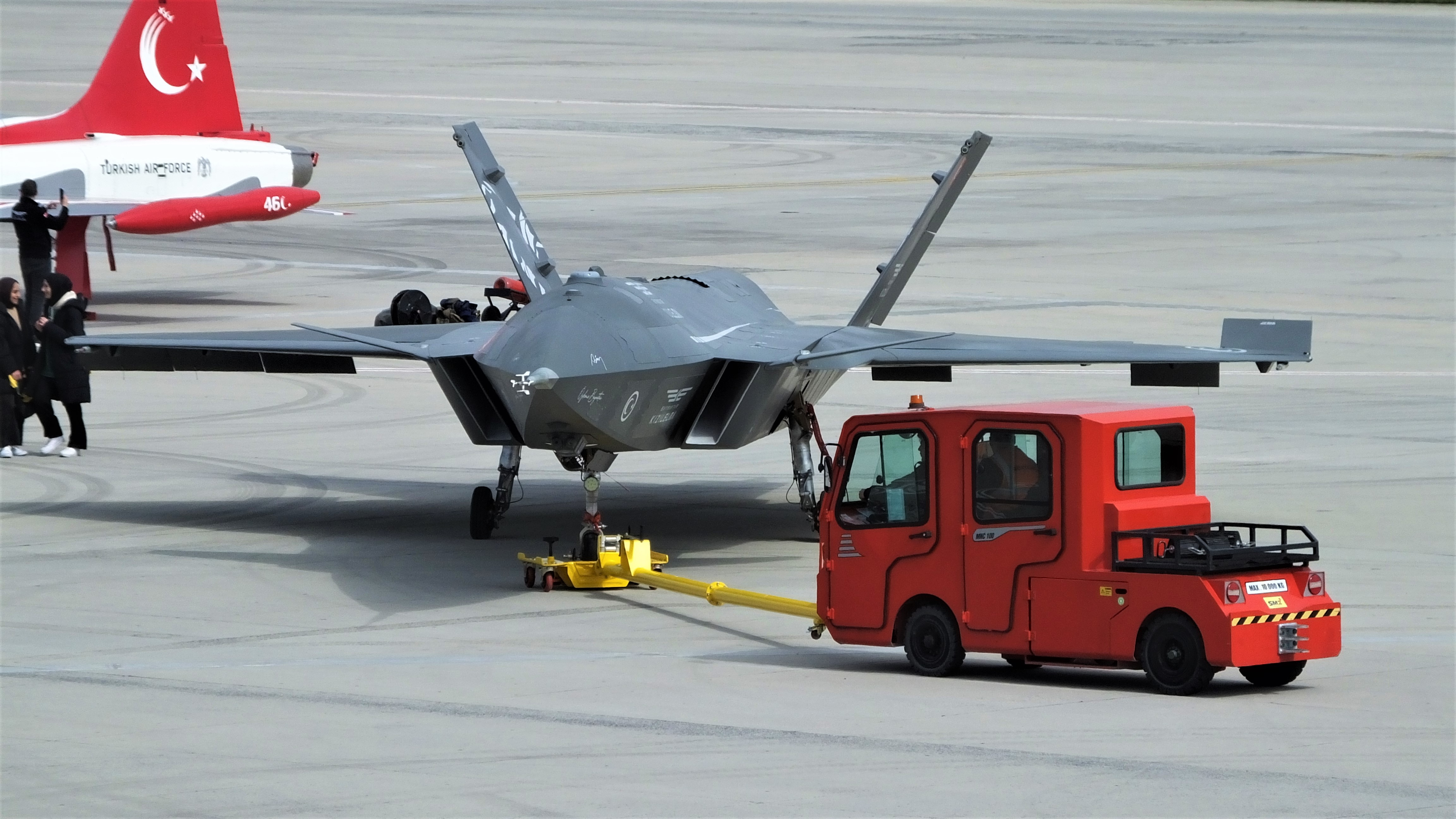
Bayraktar Kızılelma 2023

- 19. September 2022: Der erste Triebwerk-Integrationstest fand erfolgreich statt.[3]
- 20. Oktober 2022: Es wurden erste automatische Roll- und Bodentests durchgeführt.[4]
- 3. Dezember 2022: Die ersten Testflüge begannen am 3. Dezember 2022, die Bayraktar Kızılelma hob das erste Mal vom Boden ab[5]
- 14. Dezember 2022: Das unbemannte Kampfflugzeug Kızılelma absolvierte seinen Jungfernflug am 14. Dezember 2022. Auf Flightradar24 konnte der Flug mit dem Rufzeichen BYK07 über dem Flughafen Tekirdağ-Çorlu-Atatürk beobachtet werden.[6]
- 23. Januar 2023: Der zweite Testflug wurde erfolgreich durchgeführt, inkludiert war ein Systemidentifikationstest.[7]
- 30. März 2023: Der dritte Testflug wurde erfolgreich durchgeführt, inkludiert war ein medium altitude Systemidentifikationstest. Die unbemannte Drohne erreichte eine Flughöhe von 20.000 ft.[8]
- 15. April 2023: Der vierte Testflug wurde erfolgreich durchgeführt, inkludiert war ein Systemidentifikationstest.[9]
- 18. April 2023: Der fünfte Testflug wurde erfolgreich durchgeführt, inkludiert war ein Systemidentifikationstest.[10]

## Design
Im Jahr 2013 begannen die ersten Konzeptstudien für Bayraktar MIUS. Am 20. Juli 2021 wurden die ersten Bilder und Informationen über die Eigenschaften des Flugzeugs mit der Öffentlichkeit geteilt.
Die Drohne soll unter anderem mit Stealth-Technik gebaut sein und einen niedrigen Radarquerschnitt aufweisen. Die Waffen werden in der Drohne angebracht, die Bayraktar Kızılelma wird einen internen Waffenschacht haben.

## Fähigkeiten
- Automatischer Start
- Automatische Landung
- Niedriger Radarquerschnitt
- Hohe Manövrierfähigkeit
- BLOS (Beyond Line Of Sight Controlled)
- Start- und Landemöglichkeit auf sehr kurzen Start- und Landebahnen (zum Beispiel auf Hubschrauberträgern)[11]
- Hohes Situationsbewusstsein mit dem AESA-Radar (Active Electronically Scanned Array)

## Technische Daten
- Länge: 14,7 m
- Spannweite: 10 m
- Höhe: 3,3 m
- Nutzlastkapazität: 1.500 kg
- Reichweite: 930 km (500 nmi)[12]
- max. Startmasse: 6.000 kg
- Reisegeschwindigkeit: 745 km/h
- Höchstgeschwindigkeit: 1.100 km/
- Flugdauer: 5–6 h

## Bewaffnung

### Raketen
- GÖKTUĞ (Gökdoğan) Luft-Luft-Rakete
- GÖKTUĞ (Bozdoğan) Luft-Luft-Rakete
- GÖKTUĞ (Gökhan) Luft-Luft-Rakete
- UMTAS[13]
- L-UMTAS
- CIRIT 70-mm lasergelenkte Rakete[14]
- TUBITAK-SAGE Bozok Lasergelenkte Rakete[15]
- TUBITAK-SAGE Kuzgun Modular Joint Ammunition[16]
- SOM (Luft-Boden Marschflugkörper)

### Bomben
- MAM-Smart Micro Munition (MAM-C, MAM-L, MAM-T)[17]
- TUBITAK-SAGE Togan Luft zu Boden / 81 mm Mörsergranate[18]
- Teber-81
- HGK-82
- KGK-82
- Teber-82
- HGK-83
- KGK-83
- HGK-84
- LHGK-84

### Avionik
- AESA-Radar
- Aselsan Aufklärungs- und Zielerfassungssystem
- Behälter für Elektronische Kriegsführung

## Nutzer

### Zukünftige Nutzer
Türkei 
- Türkische Luftstreitkräfte
- Türkische Marine

  Kosovo 
- Sicherheitskräfte des Kosovo